# Ana de Veldenz
Ana de Veldenz (1394/95 — Wachenheim, 18 de novembro de 1439) foi suo jure condessa de Veldenz e condessa consorte palatina de Simmern-Zweibrücken pelo seu casamento com Estêvão do Palatinado-Simmern-Zweibrücken.

## Família
Ana foi a única filha e herdeira do conde Frederico III de Veldenz e de Margarida de Nassau-Weilburg. Os seus avós paternos eram o conde Henrique III de Veldenz e Loreta de Sponheim. Os seus avós maternos eram o conde João I de Nassau-Weilburg e Joana de Saarbrücken, Senhora de Commercy.

## Biografia
Com cerca de 16 anos, a condessa Ana casou-se com o conde palatino Estêvão, de 24 anos, no dia 10 de junho de 1410, na cidade de Heidelberga. O conde era filho do rei Roberto da Germânia e de Isabel de Nuremberga. 
Ela trouxe consigo a propriedade do condado de Veldenz para os duques do Palatinado-Zweibrücken, além de metade do condado de Sponheim. Os condes de Veldenz adquiriram esta parte em 1425, como estabelecido por João V de Sponheim-Starkenburg pelo tratado de Sponheim.
O casal teve sete filhos, cinco meninos e duas meninas.
Ana faleceu no dia 18 de novembro de 1439, e foi enterrada em Meisenheim, no atual estado da Renânia-Palatinado.
O seu viúvo não se casou novamente, e morreu quase vinte anos após a morte da esposa, em 14 de fevereiro de 1459.

## Descendência
- Ana do Palatinado-Simmern (1413 – após 1468), esposa do conde Vicente de Mörs e Saarwerden;
- Margarida do Palatinado-Simmern (1416 – 23 de novembro de 1426);
- Frederico I do Palatinado-Simmern (24 de abril de 1417 – 29 de abril ou 29 de novembro de 1480), sucessor do pai. Foi marido de Margarida de Gueldres, com quem teve dez filhos;
- Roberto do Palatinado-Simmern (1420 – 18 de outubro 1478), foi bispo de Estrasburgo, em 1480, e cônego na Catedral de Wurtzburgo e na Catedral de Speyer, antes de 1458;
- Estêvão do Palatinado-Simmern (1421 – 4 de setembro de 1485), foi cônego na Catedral de Speyer de 1440 a 1459, guardião da Catedral de Colônia em 1451, da Catedral de Madgeburgo de 1468 a 1478, e da Catedral de Estrasburgo de 1469 a 1478;
- Luís I do Palatinado-Zweibrücken (1424 – 19 de julho de 1489), sucessor do pai. Foi marido de Joana de Croÿ, com quem teve doze filhos;
- João do Palatinado-Simmern (1429 – 13 de dezembro de 1475), foi bispo de Münster de 1457 a 1465, e a partir de 1466, foi arcebispo de Madgeburgo.